# Julio Migno
Julio Bruno Migno Parera (San Javier, Santa Fe, 6 de octubre de 1915 - Santa Fe, 5 de diciembre de 1993) fue un poeta argentino, conocido por su obra que tiene como escenario principal al río Paraná y sus islas. 

## Biografía
Durante su niñez en el Nordeste argentino convivió con descendientes de indígenas de la última reducción que existió en Argentina. Cursó estudios secundarios en Santa Fe, en el Colegio de la Inmaculada Concepción.
En 1932 y con 16 años publicó su primer libro de poesías, A los nuestros, que dedicó a Félix Villasur Gutiérrez, un compañero de colegio fallecido.
Amargas, publicado en 1943, fue su primera obra de largo aliento. En 1947 publicó Yerbagüena, el mielero, cuyo personaje central es un imaginario cantor de zona rural. Siguió Chira Molina en 1952, centrado en las injusticias que padece un paisano. En 1972 publicó Miquichises.
Publicó dos antologías de su obra: Cardos y estrellas, en 1955, y De palo a pique, en 1965. En 1987 publicó Summa Poetica, una obra de tono clásico, alejada de sus temas habituales.
Escribió varias canciones que forman parte del repertorio de la música litoraleña como Costera mi costerita, Punta Cayasta, Si tenés cachorro, Sentencias costeras, Canoero viejo, entre otras.
Recibió el Premio Martín Fierro por parte de APTRA, el premio Santa Clara de Asís y el premio Calendario Azteca, por su Canto a México.
Alcides Greca lo llamó «El poeta de la Costa» y «el más grande escritor del Paraná y sus islas», en referencia a la presencia en su obra del río Paraná.
Falleció el 5 de diciembre de 1993 en Santa Fe y fue sepultado en el cementerio municipal de San Javier. En 1997 se publicaron sus poesías completas, con el título La rebelión del canto.
En 2009 se fundó la Fundación Julio Migno, que tiene como finalidad la difusión de su obra y el rescate de los valores autóctonos.

## Obras
- A los nuestros (1932)
- Amargas (1943)
- Yerbagüena, el mielero (1947)
- Chira Molina (1952)
- Miquichises (1972)
- Cardos y estrellas (1955, antología)
- De palo a pique (1965, antología)
- Summa Poetica (1987)
- La rebelión del canto (Poesías completas) (1997) póstumo